# General Idea

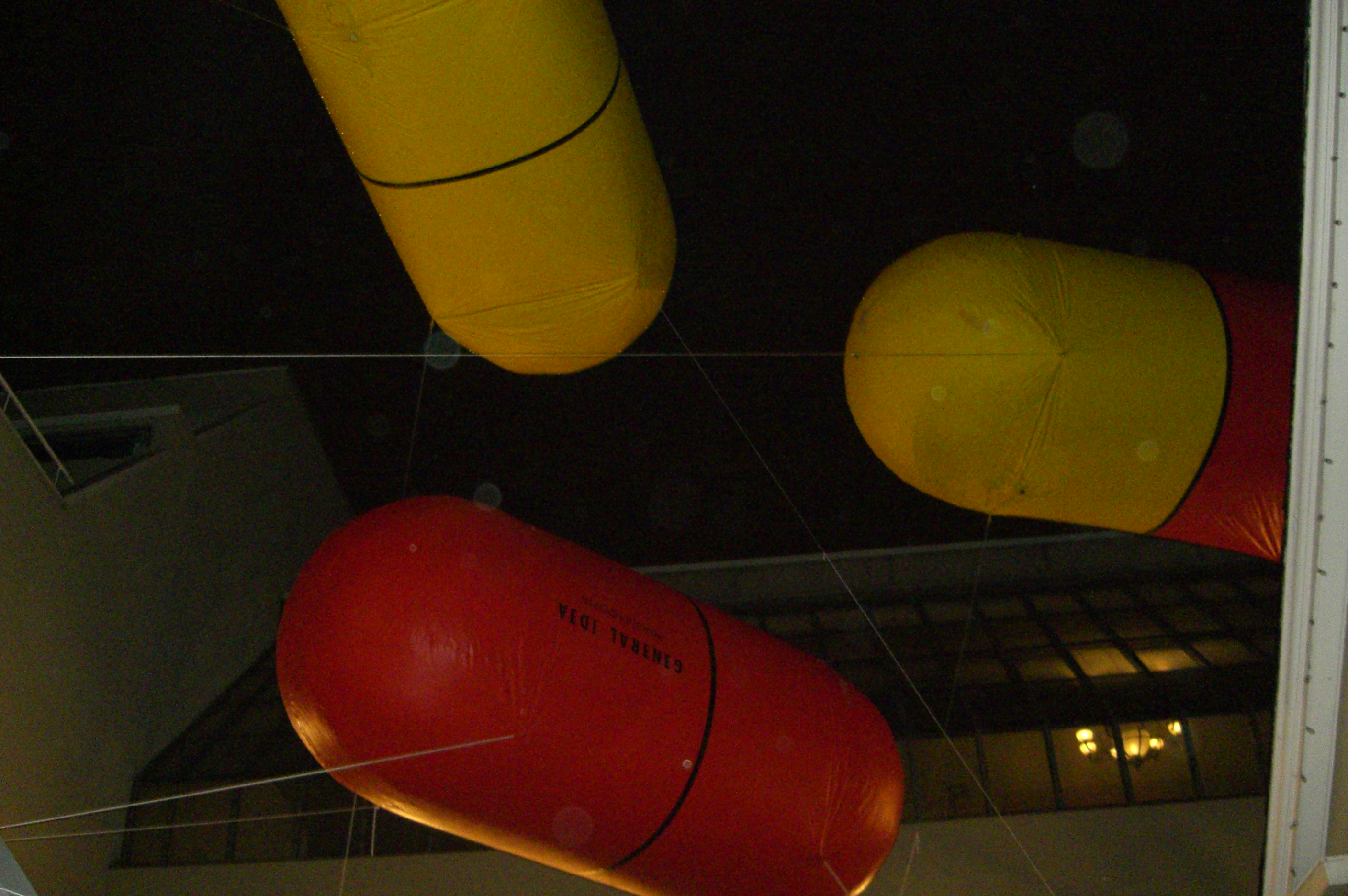
General Idea: Pharma©opia

General Idea was een kunstenaarscollectief dat met mediawerken internationaal de aandacht trok van 1967 tot 1994. Het collectief bestond uit Felix Partz, Jorge Zontal en AA Bronson en speelde een vooraanstaande rol binnen de conceptuele kunst. Het Canadese collectief had als thuisbasis Toronto en werkte tussen 1986 en 1993 ook vanuit New York.

## Mediawerken
De werkwijze van het collectief bestond onder meer uit het realiseren van onconventionele publicaties binnen de massamedia en vormde een richtingwijzend model voor latere generaties van conceptuele kunstenaars. De productie bestond onder meer uit postkaarten, offset-affiches, vloerkleden, luchtballonnen, wapenemblemen, speldjes en ruimtevullende installaties
Het collectief publiceerde een groot aantal edities waaronder ook video's en films. Werk van General Idea was in Europa onder andere te zien op de Biënnale van Venetië en documenta 10 in Kassel. In 1992 toonde de Württembergischer Kunstverein in Stuttgart de grote expositie Fin de siècle.
Tussen 1972 en 1984 publiceerde dit collectief het tijdschrift FILE Magazine (vanaf 1975: FILE Megazine) dat ontstond naast haar kunstenaarsinitiatief Art Metropole in Toronto. Tijdschrift, expositieruimte en uitgeverij boden een podium aan kunstenaars met bijzondere uitgaven zoals kunstenaarsboeken en multiples. De uitgeverij van Art Metropole bestaat nog steeds en realiseert kunstenaarspublicaties in alle denkbare vormen.

## Aids-gerelateerd werk

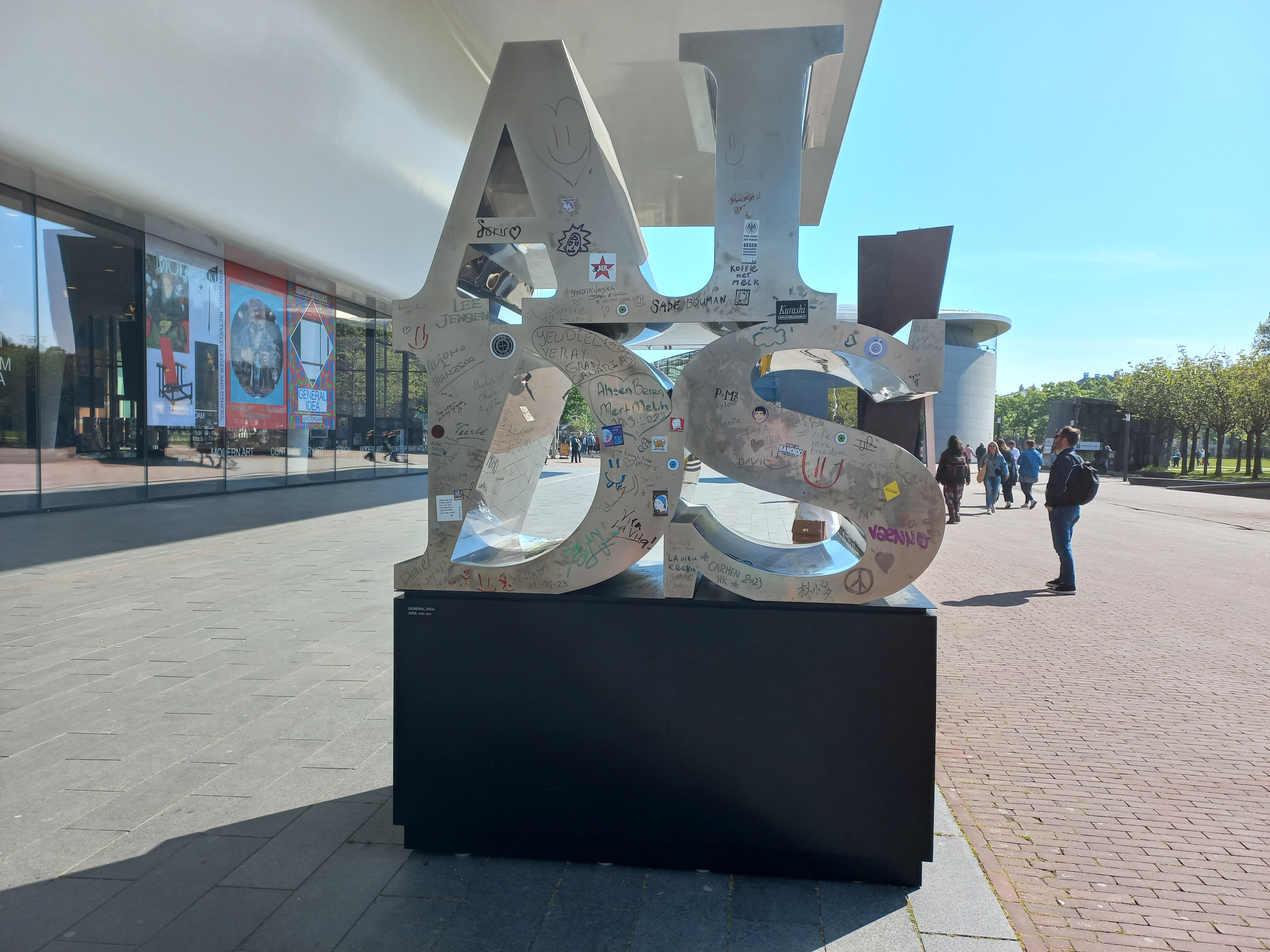
AIDS Sculpture voor het Stedelijk Museum

Vanaf 1987, met het oplaaien van de aids-epidemie, maakte het collectief werken die deze ziekte thematiseren. Bijvoorbeeld in samenwerking met Robert Indiana maakte het een variatie op diens werk Love. De als massamedium gereproduceerde affiches met het tekstsymbool Aids waren als onderdeel van een bewustwordingscampagne in een groot aantal wereldsteden te zien in de openbare ruimte, ook in Amsterdam.
Een van de laatste grote installaties die door het collectief gemaakt werd heet: One Year of AZT/One Day of AZT uit 1991. Het eerste deel van de installatie bestaat uit een representatie van 1825 blauw-witte medicijncapsules die in rijen aan de wand zijn bevestigd. Het tweede deel wordt gevormd door vijf reusachtig uitvergrote capsules die op een diagonale rij op de grond liggen, in het midden van de ruimte. Deze installatie werd voor het eerst getoond in het Museum of Modern Art in New York en werd nadien in de collectie opgenomen van de National Gallery of Canada, dat ook het archief van de groep bewaart.

## Na 1994
Van de kunstenaars is alleen AA Bronson (pseudoniem van Michael Tims) nog als kunstenaar actief; de beide andere kunstenaars (die ook onder pseudoniem werkten) overleden in 1994 aan de gevolgen van hiv-besmetting. Bronson werkte van 2006 tot 2011 als directeur van Printed Matter, Inc. in New York.
In 2006 werd de reizende expositie General Idea Editions 1967–1995 georganiseerd die naast steden in Canada en de Verenigde Staten ook plaatsen in Spanje en Duitsland aandeed.
Ook in 2006 was het werk Pharma©opia te zien tijdens de kunstnacht 'Nuit Blanche' in Toronto.